# نيجار جافاهيران
نيجار جافاهيران (بالفارسية: نگار جواهریان) هي ممثلة إيرانية، ولدت في 12 يناير 1983 بطهران في إيران. من الجوائز التي نالتها كريستال سيمرغ.

## جوائز
- كريستال سيمرغ

## وصلات خارجية
- نيجار جافاهيران على موقع IMDb (الإنجليزية)
- نيجار جافاهيران على موقع قاعدة بيانات الفيلم (الإنجليزية)